# Neocyrtus pentheus
Neocyrtus pentheus är en stekelart som först beskrevs av Trjapitzin 1967.  Neocyrtus pentheus ingår i släktet Neocyrtus och familjen sköldlussteklar. Inga underarter finns listade i Catalogue of Life.